# Бланко, Лаутаро
Лаутаро Эмануэль Бланко (исп. Lautaro Emanuel Blanco; род. 19 февраля 1999, Росарио, Санта-Фе) — аргентинский футболист, защитник клуба «Эльче».

## Клубная карьера
Бланко — воспитанник клубов «Ла Консолата» и «Росарио Сентраль». 3 ноября 2020 года в матче против «Годой-Крус» он дебютировал в аргентинской Примере в составе последнего. Летом 2022 года Бланко перешёл в испанский «Эльче», но на правах аренды он ещё на полгода остался в «Росарио Сентраль».